# 森槐南
森 槐南（もり かいなん、文久3年11月16日〈1863年12月26日〉 - 明治44年〈1911年〉3月7日）は、日本の漢詩人、官僚。名は「公泰」、字は「大来」(たいらい)。通称は「泰二郎」(「泰次郎」、「泰治郎」とも)。詩壇以外では「森泰二郎」の名で呼ばれた。別号を「秋波禅侶」、「菊如澹人」。

## 経歴
1863年(文久3年)、尾張国名古屋(現 愛知県名古屋市)で生まれた。父の森春濤も漢詩人で、母の森清子（春濤の後妻）は女流歌人であった。鷲津毅堂、三島中洲に師事して漢学を修めた。
枢密院属、宮内省で大臣秘書官、図書寮編集官、式部官などを務めた。東京帝国大学では文科大学講師として中国文学を教えた。「随鴎詩社」を主宰し、、明治漢文学の中心的存在であった。
三条実美、伊藤博文など明治政府の要人とも親しく、1909年10月、ハルビンでおこった安重根による暗殺事件の際には伊藤の秘書官として同行しており被弾したが、軽傷であった。約1年半後に数え年49歳で死去。墓所は多磨霊園(14-1-3-3)。

## 業績
- 東京大学総合図書館には「槐南文庫」が残されている[4]。

## 著作

### 著書
- 『古詩平仄論』宝書閣、1883年3月
- 『唐詩選評釋』新進堂 1892-97年 (郁文舎 1910年、文会堂書店 1918年、冨山房百科文庫 1940年）
- 『浩蕩詩程』鴎夢吟社、1899年
- 『作詩法講話』文会堂書店、1911年 (京文社 1926年)
- 『槐南集』森健郎編、文会堂書店、1912年
- 『杜詩講義』文会堂書店、1912年
  - 『杜詩講義』全4巻、平凡社東洋文庫、松岡秀明 校訂・解説[5]、1993年(ワイド版東洋文庫、2009年、電子書籍版、2024年）
- 『李詩講義』文会堂書店、1913年
- 『韓詩講義』文会堂書店、1915-16年
- 『李義山詩講義』文会堂書店、1914-17年
- 『中国詩学概説 槐南遺稿』神田喜一郎編、臨川書店、1982年